# Olympische Winterspiele 1960/Teilnehmer (Südafrikanische Union)
| Gelbes Symbol für Goldmedaillen mit stilisierten Olympischen Ringen | Graues Symbol für Silbermedaillen mit stilisierten Olympischen Ringen | Braundes Symbol für Bronzemedaillen mit stilisierten Olympischen Ringen |
| ------------------------------------------------------------------- | --------------------------------------------------------------------- | ----------------------------------------------------------------------- |
| —                                                                   | —                                                                     | —                                                                       |

Südafrika nahm an den Olympischen Winterspielen 1960 im US-amerikanischen Squaw Valley mit vier Athleten, ein Mann und drei Frauen, teil.
Es war die erste Teilnahme Südafrikas an Olympischen Winterspielen.

## Teilnehmer

### Eiskunstlauf
| Männer - Gwyn Jones Paare: 13. Platz |

| Frauen - Pat Eastwood Frauen Einzel: 24. Platz - Penny Sage Frauen Einzel: 23. Platz - Marcelle Matthews Paare: 13. Platz |